# Horkýže Slíže
Horkýže Slíže est un groupe de punk rock et comedy rock slovaque, originaire de Nitra.

## Biographie
Horkýže Slíže est formé le 4 novembre 1992 à Nitra. Le premier concert du groupe s'effectue en février 1993 à Nitra avec Amnestia et New Kids on The Bollocks. Cette même année, le groupe enregistre sa première démo. En 1997, le groupe publie son premier album studio, V rámci oného, au label BMG. Il suit de deux autres albums, Vo štvorici po opici et Ja chaču tebja, en 1998 et 2000, respectivement. 
En octobre 2002, ils publient Kýže sliz, au label EMI Records, qui se vend à plus de 30 000 exemplaires. Un autre album, Alibaba a 40 krátkych songov, est publié en novembre 2003, et atteint la 57e place des classements. L'album Ritero Xaperle Bax, publié en octobre 2004, atteint la 33e place des classements.
Leur album St. Mary Huana Ganja est publié le 4 novembre 2012 chez HS Records et atteint la 32e place des classements.

## Membres

### Membre actuels
- Peter Hrivňák (Kuko) - chant, basse
- Marián Sabo (Sabotér) - guitare, chœurs
- Juraj Štefánik (Doktor) - guitare, chœurs
- Marek Viršík (Vandel) - percussions, chœurs

### Anciens membres
- Martin Košovan (Košo) - percussions, chœurs
- Martin Žiak (Apíčko) - basse
- Noro Ivančík - basse

## Discographie
- 1997 : V rámci oného
- 1998 : Vo štvorici po opici
- 2000 : Ja chaču tebja
- 2001 : Festival Chorobná
- 2002 : Kýže sliz
- 2003 : Alibaba a 40 krátkych songov
- 2004 : Ritero Xaperle Bax
- 2007 : Ukáž tú tvoju ZOO
- 2009 : 54 dole hlavou
- 2012 : St. Mary Huana Ganja